# Décès en 1410
Décès
- 1406
- 1407
- 1408
- 1409
- 1410
- 1411
- 1412
- 1413
- 1414

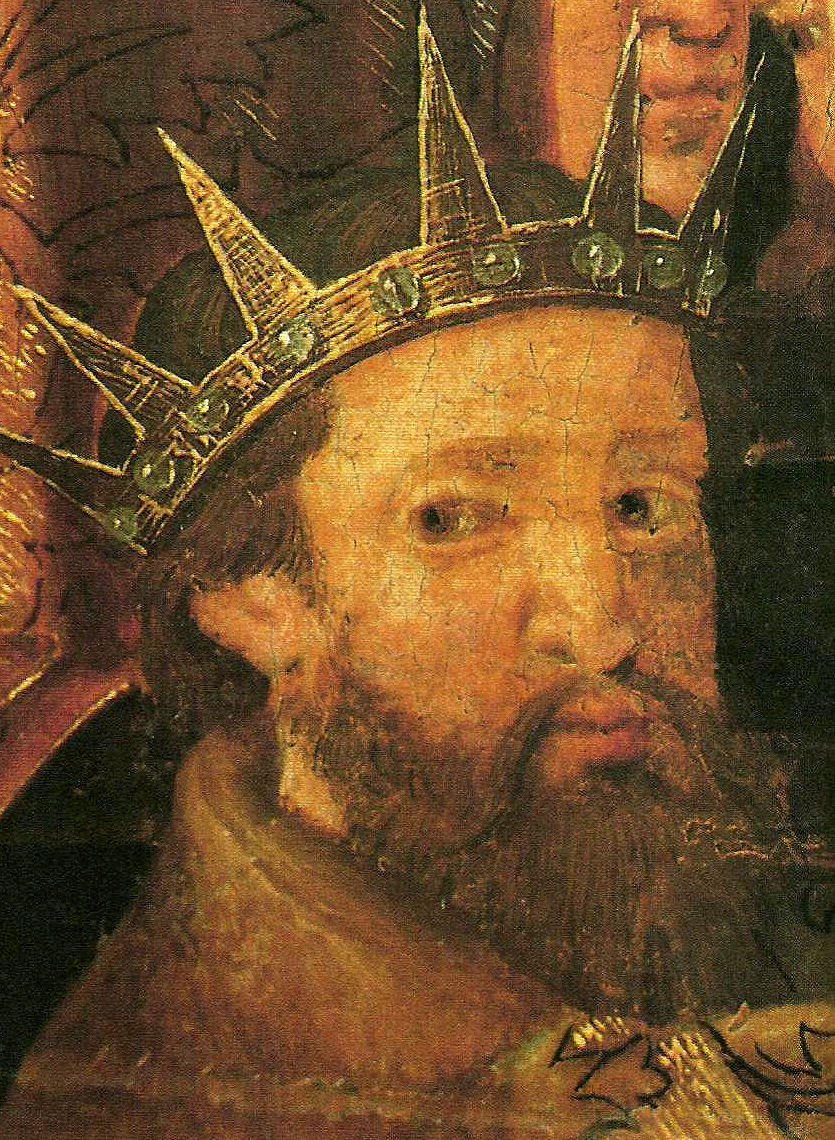
Martin Ier d'Aragon, mort en 1410.

Cette page dresse une liste de personnalités mortes au cours de l'année 1410 :
- 18 janvier : Pierre de Sonnaz, évêque d'Aoste.
- 26 janvier : Bartolo di Fredi, peintre de l'école siennoise de la période gothique du Trecento.
- 14 février : Pierre Le Roy, trentième abbé de Saint-Taurin d’Évreux, le dix-septième de Lessay, trentième abbé du Mont Saint-Michel.
- 5 mars : Matthieu de Cracovie, cardinal polono-allemand.
- 14 mars : Spinello Aretino, né Spinello di Luca Spinelli, peintre italien gibelin.
- 16 mars : Jean Beaufort, 1er comte de Somerset, marquis de Dorset et marquis de Somerset.
- 2 mai : Sir Richard Waldegrave, parlementaire anglais.
- 3 mai : Alexandre V, antipape.
- 31 mai : Martin Ier d'Aragon, roi d'Aragon, comte de Barcelone, de Pallars Jussà, de Roussillon et de Cerdagne, roi de Valence, de Majorque et de Sardaigne, comte d'Empúries et  roi de Sicile.
- 13 juin : Bolko III de Ziębice, prince polonais de la dynastie Piast, duc de Ziębice.
- 15 juillet : Ulrich von Jungingen, 26e Grand maître de l'ordre Teutonique.
- 28 juillet : Jeanne-Sophie de Bavière, duchesse d'Autriche.
- août : Jean Tapissier, compositeur de la musique de la Renaissance et chanteur français.
- 1er août : Vital de Castelmourou, archevêque de Toulouse.
- 10 août : Louis II de Bourbon, duc de Bourbon, baron de Combrailles et comte de Forez.
- 16 août : Francesco di Marco Datini, négociant, banquier, producteur de laine et spéculateur italien.
- 23 août : Przemysław Ier Noszak, duc de Cieszyn.
- 16 octobre : Giovanni Migliorati, dit le cardinal de Ravenne, cardinal italien.
- 1er novembre : Artaud de Mélan, archevêque d'Arles.
- 29 novembre : Sir Arnold Savage, parlementaire anglais
- 5 décembre: Guy le Barbu, évêque de Léon.
- vers le 9 décembre : Pierre de Thury,  dit le cardinal de Maillezais, pseudo-cardinal français.

- Date inconnue :
- Abraham Broderson, gentilhomme suédois.
- Manuel Calécas, rhéteur et théologien orthodoxe byzantin.
- Lippo Dalmasio, un des premiers peintres italiens de l'école bolonaise.
- Hesso de Bade-Hachberg, margrave de Bade-Hachberg et seigneur de Höhingen.
- Jehan de Chanteprime, administrateur français.
- Mathieu Ier de Constantinople, patriarche de Constantinople.
- Savin de Florence, soixante-quatrième évêque de Toul et évêque de Saint-Jean-de-Maurienne.
- Jacopo di Mino del Pellicciaio, peintre italien de l'école siennoise.
- Robert Ier du Saint-Empire, comte palatin du Rhin et roi de Germanie.
- Vuk Lazarević, prince serbe.
- Andreu Marçal de Sax, peintre allemand.
- Nijō Mitsumoto, régent kanpaku.
- Shiba Yoshimasa, général et administrateur japonais.

- Vers 1410 :
- Théophane le Grec, peintre et iconographe russe d'origine Byzantine (° vers 1350).

## Crédit d'auteurs
- Cet article est partiellement ou en totalité issu de l'article intitulé « 1410 » (voir la liste des auteurs).